# Andbank
Andbank, denominació social Andorra Banc Agrícol Reig, SA, denominació comercial anterior Andbanc, és un grup bancari del Principat d'Andorra resultant de la unió de dos bancs de capital andorrà, el Banc Agrícol i Comercial d'Andorra i la Banca Reig. És propietat de les famílies Cerqueda i Reig. És l'únic banc d'Andorra que no té aliances amb bancs multinacionals.
Andbank té presència a 12 països, amb cinc gestores de fons, sis gestores de patrimonis, quatre firmes de brokers, cinc llicències bancàries a Andorra, Espanya (amb oficines bancàries en moltes capitals de província, entre elles Alacant, Barcelona, Lleida, i València), Luxemburg, Mònaco i Brasil i altres filials i gestores a Bahames, EUA (Miami), Israel, Mèxic, Panamà, Suïssa i Uruguai (una oficina de representació).
Fins al 2012 la marca va ser andbanc amb ce final i amb minúscules, però la voluntat d'expansió internacional del banc va portar el canvi a Andbank.

## Història
Andbank va néixer el 2001 arran de la fusió del Banc Agrícol i Banca Reig. Inicialment van utilitzar el nom provisional de Grup Agrícol Reig.

### Fusió fallida amb Banca Mora
Cinc anys més tard de la fusió entre el Banc Agrícol i Banca Reig, Andbank va començar una nova fusió amb BIBM, el 25 de juliol 2007 va començar la concentració bancària més gran d'Andorra amb la fusió d'Andbank amb Banc Internacional Banca Mora (BIBM) sota el nom d'"Andbanc Mora", amb la possibilitat de convertir-se en la primera entitat del país per davant de Crèdit Andorrà. Els responsables de les dues entitats van acordar una permuta d'accions que suposava que BIBM fos l'entitat matriu del holding.

Quatre mesos més tard les dues entitats emetien un comunicat conjunt fent pública la decisió de no materialitzar la integració anunciada. La decisió de no fusionar-se, segons les entitats fou de mutu acord:
| « | atès l'esforç que en la pràctica requeria homogeneïtzar les respectives cultures corporatives, els sistemes i processos de treball, i la dificultat d'aconseguir les sinergies estudiades en els terminis previstos. | » |

### Expansió internacional
El 2010 es va convertir en el primer banc andorrà en aconseguir una fitxa bancària a la Unió Europea en obtenir la llicència a Luxemburg i crear la societat Andbank Luxembourg, SA, a través de la qual va iniciar l'expansió internacional. També hi opera amb la societat de gestió d'actius Andbank Asset Management Luxembourg, S.A.
El 2011 Andbank adquireix la filial de Monte dei Paschi a Mònaco, convertint-se en Andbank Monaco SAM i aconseguint la llicència bancària.
AndBank té cinc llicències bancàries a Andorra, Espanya i Luxemburg, Mònaco i Brasil, amb una oficina de representació a l'Uruguai.

#### Amèrica Llatina, Carib i EUA
El 2006 Andbank va obrir la seva primera oficina de representació internacional a Mèxic, mentre que el 2008 va obrir-hi mercat en l'assessorament d'inversions (Columbus de Mexico, S.A. de CV).
El 2009 va obrir la primera oficina de representació a l'Uruguai, que va consolidar el 2013. El 2015 va comprar el Banc Bracce al Brasil, que li va permetre obtenir llicència bancària al país, que va esdevenir el Banco Andbank (Brasil), S.A.
En gestores patrimonials, de fons i cases de valors, a l'Uruguai hi té les gestores patrimonials AND PB Financial Services, S.A., Quest Capital Advisers Agente de Valores, S.A. i APW Uruguay, S.A.; a Miami (EUA) de forma similar hi té gestores patrimonials Andbanc Wealth Management, LLC, Andbanc Brokerage, LLC (Miami, EUA) i Andbanc Advisory, LLC.; també opera en altres països, com Panamà amb Andbank (Panamá) S.A. i Bahames amb Andbank (Bahamas) Limited.
El 2022, la fintech llatinoamericana Creditas i Andbank van arribar a un acord pel qual l'andorrana li venia la llicència bancària de Banco Andbank (Brasil), S.A., a canvi de signar una aliança estratègica de benefici mutu per les altres àrees de negoci financer.

#### Espanya
Andbank va començar a operar a Espanya el 2012 en banca privada, a través de la seva filial de Luxemburg, amb la denominació Andbank España, SA. El 2013 va obtenir la llicència bancària, mentre que el 2014 va adquirir la part de banca personal d'Inversis. Posteriorment va comprar Merchbanc el 2018 i Esfera Gestión el 2020.
Té oficines bancàries en moltes capitals de província, entre elles Alacant, Barcelona, Lleida, i València.
El 2021 va prendre el control del 100% de les participacions de Bank Degroof Petercam Spain S.A.U., que va passar a operar sota la marca Andbank i amb la denominació mercantil de Wealthprivat Bank S.A.U. Amb això va incorporar 1.350 milions de volum de negoci de banca privada, i 1.000 clients a Espanya. Va quedar fora de l'operació la filial Degroof Petercam Asset Management, S.A., dedicada a banca institucional i es va mantenir independent.
El volum de negoci global d'Andbank Espanya, en banca privada, passava a ser de 15.000 milions d'euros. A part hi opera també amb les gestores Andbank Wealth Management SGIIC, S.A.U. i Medipatrimonia Invest S.L.

#### Israel
El 2015 Andbank va comprar el 60% del negoci de gestió d'inversions Sigma Investment House, amb seu a Israel. L'operació s'emmarcava en l'estratègia de l'entitat andorrana de diversificació geogràfica. El 2022, Andbank i Clarity Group van acordar combinar els seus negocis de gestió d'actius amb seu a Israel, amb la creació d'una nova entitat conjunta.

## Premis i reconeixements
- The Banker 2012 i 2014: “Bank of the year”.
- The Banker 2014, 2015 i 2016: Global Private Banking Awards “Best Private Bank” (Andorra).
- Global Finance 2015: “Best Private Bank Award”.
- The European 2015: Global Banking & Finance Awards “Private Bank of the Year” (Andorra).
- The European 2017: Best Wealth Management Bank Spain (Espanya).[14]